# Hôtel du Lac
Ne doit pas être confondu avec Hôtel du Lac (Tunis).
 (février 2025).
Motif : Notoriété non démontrée
- Archive Wikiwix
- Bing
- Cairn
- DuckDuckGo
- E. Universalis
- Gallica
- Google
- G. Books
- G. News
- G. Scholar
- Persée
- Qwant
- (zh) Baidu
- (ru) Yandex
- (wd) trouver des œuvres sur Wikidata

| 1. | Préciser le motif de la pose du bandeau. | Précisez le motif de la pose du bandeau en utilisant la syntaxe suivante : {{admissibilité à vérifier\|date=mars 2025\|motif=remplacez ce texte par le motif}}                    |
| 2. | Informer les utilisateurs concernés.     | Pensez à avertir le créateur de l'article, par exemple, en insérant le code ci-dessous sur sa page de discussion : {{subst:avertissement admissibilité à vérifier\|Hôtel du Lac}} |

L'hôtel du Lac est un hôtel particulier de Béziers datant du XVIIIe siècle.

## Histoire

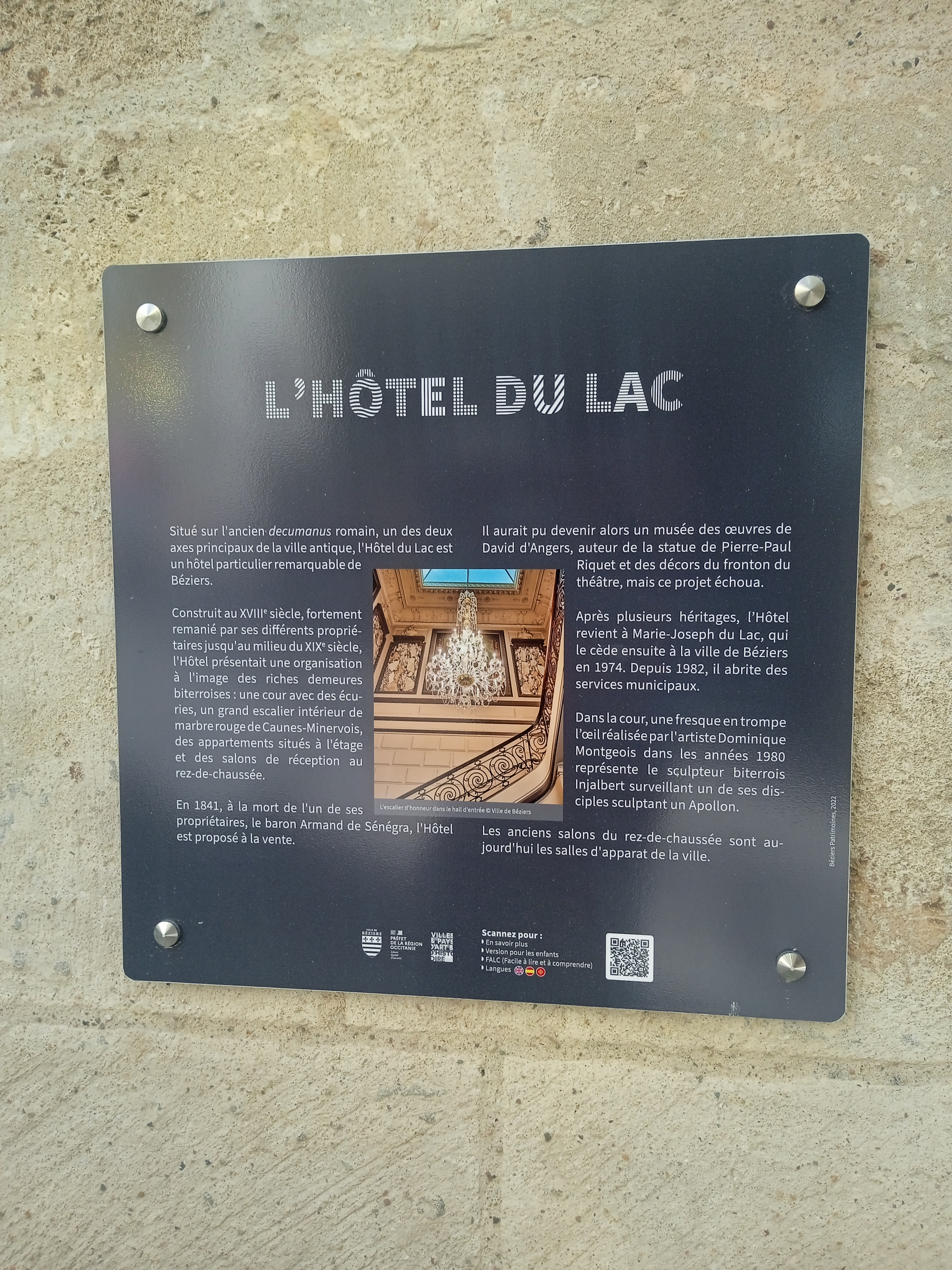

Bâti au XVIIIe siècle, l'hôtel est restauré à diverses reprises au XIXe siècle. A la mort de son propriétaire, il est vendu en 1841 et doit alors devenir un musée pour conserver les œuvres de David d'Angers mais le projet n'aboutit pas. La ville de Béziers le rachète en 1974 et il abrite les ateliers municipaux depuis 1982. 